# تپه قدیر
تپه قدیر مربوط به عصر مس و سنگ جدید- است و در شهرستان کنگاور، بخش مرکزی، روستای شورچه واقع شده و این اثر در تاریخ ۳۰ تیر ۱۳۸۴ با شمارهٔ ثبت ۱۲۱۶۷ به‌عنوان یکی از آثار ملی ایران به ثبت رسیده است.